# Baktrien

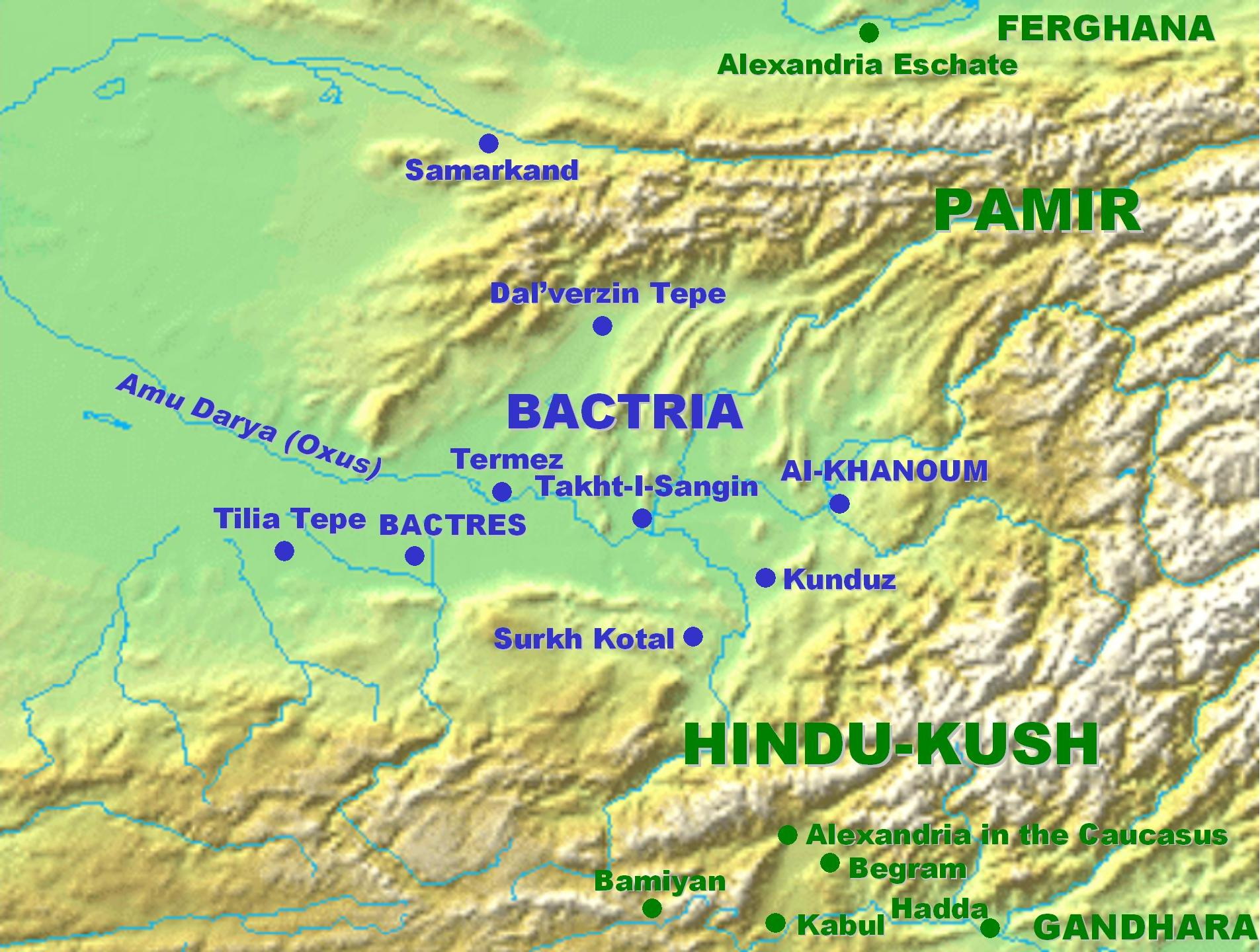
Baktrien kring Amu-Darja, idag delat mellan flera länder.

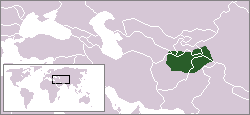
Provinsen Baktrien c:a 320 f.Kr.

Baktrien, även Baktriana, (klassisk grekiska Βακτριανή Baktriane; grekiska Βακτρία Baktria; persiska باختر Bâxtar; arabiska باختر Bhalika; kinesiska 大夏 Daxia) är ett historiskt landskap i Centralasien, beläget mellan Hindukush och floden Amu Darja, och vars huvudstad var Baktra (nuvarande Balkh i Afghanistan). Området var bebott redan 50 000 år f.Kr. och där bedrevs jordbruk och boskapsskötsel 6 000 år f.Kr. eller ännu tidigare. Under antiken och medeltiden var det ett viktigt kulturellt centrum tills Balkh förstördes av Djingis Khan år 1220.

## Historik
En äldre beteckning för Baktrien är "landet runt övre Oxus", idag Amu-Darja. Det baktriska språket är en nordlig dialekt av östiranska språk. Enligt medeltida källor var Baktrien medelpunkt för Zarathustras reformatoriska verksamhet, som skriften Avesta är förknippad med.[källa behövs]
Perserkungen Kyros II erövrade Baktrien 540 f.Kr. och gjorde området till en provins (satrapi) i det persiska riket. Efter perserrikets fall tillföll efter erövring Baktrien Alexander den store, och efter dennes död kom Baktrien att tillhöra seleukidernas rike.
Omkring 250 f.Kr. gjorde dåvarande ståthållaren, hellenen Diodotus, uppror mot seleukiderna och gjorde sig oberoende. Det nybaktriska riket som han då grundade sträckte sig småningom mot söder över Parapanisos. Det egentliga Baktrien invaderades omkring 140 f. Kr. av saker norrifrån, senare av skyter. Efter Kristi födelse kom Baktrien att behärskas av partherna. Den hellenistiska kulturen överlevde till 200-talet. På 400-talet erövrades Baktrien av heftaliter, därefter av Västturkiska khaganatet och av kineserna under Tangdynastin.[källa behövs]
Sasanidernas välde sträckte sig under sin blomstringstid även till Baktrien, och efter det sasanidiska väldets fall år 642 löd Baktrien omväxlande under arabiska, turkiska och från 1220-talet mongoliska härskare, innan det på 1500-talet erövrades av uzbeker. Från slutet av 1700-talet var området omtvistat mellan perserriket och emirerna av Buchara och Kabul innan det 1850 hamnade under Afghanistan.
Kamelens (Camelus bactrianus) artepitet betyder "från Baktrien".[källa behövs]

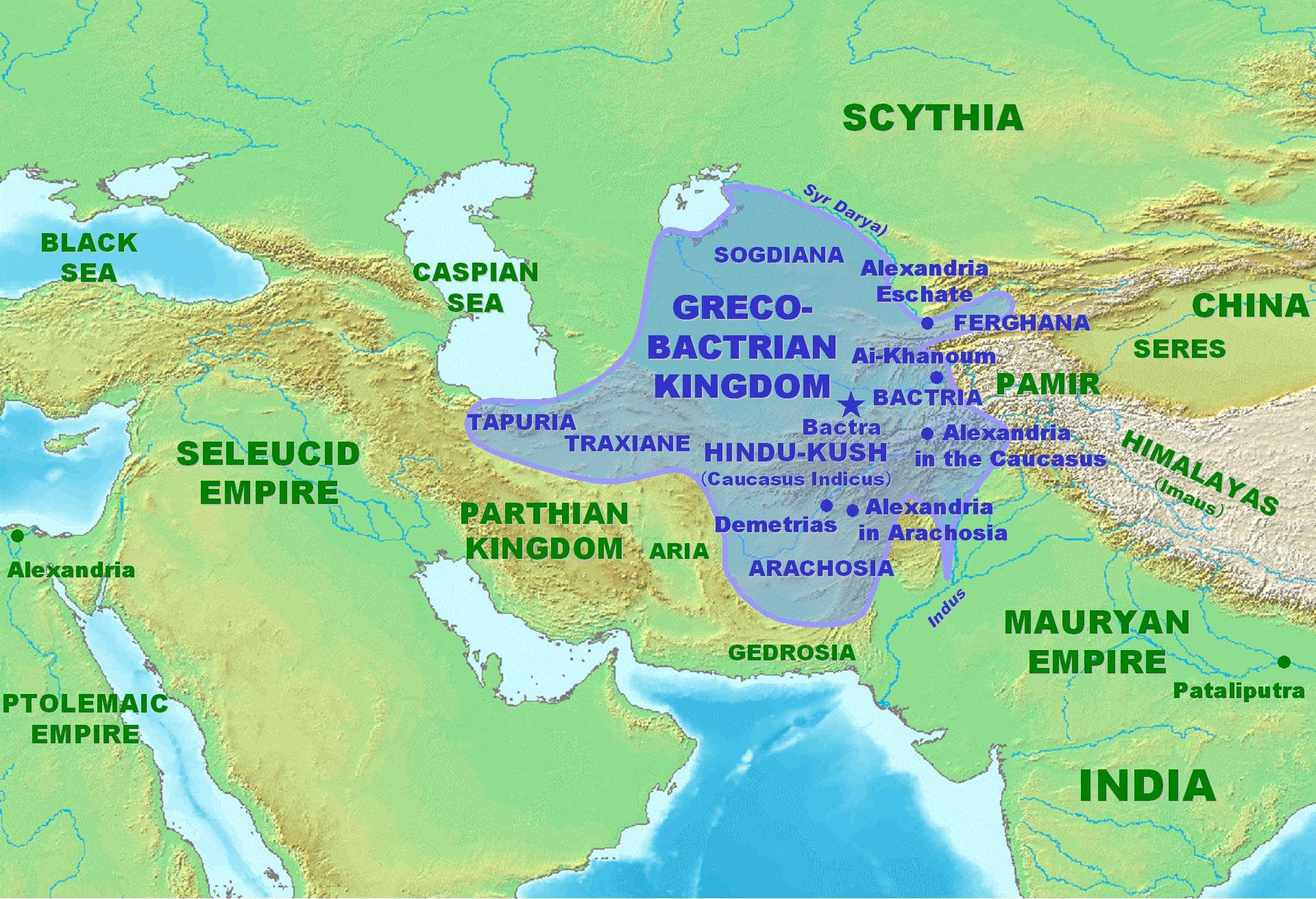
Karta över det Grekisk-baktriska riket när det var som störst, cirka 180 f.Kr.